# الزهيرية (الطفة)

تعديل مصدري - تعديل

الزهيرية هي إحدى قرى عزلة ال هلال وال زهيربمديرية الطفة التابعة لمحافظة البيضاء، بلغ تعداد سكانها 758 نسمة حسب تعداد اليمن لعام 2004.